# Snäckskalslav
Snäckskalslav (Collemopsidium sublitorale) är en lavart som först beskrevs av William Allport Leighton och fick sitt nu gällande namn av Grube & B. D. Ryan. 
Snäckskalslav ingår i släktet Collemopsidium och familjen Xanthopyreniaceae.  Arten är reproducerande i Sverige. Inga underarter finns listade i Catalogue of Life.